# Comuna Moroeni, Dâmbovița

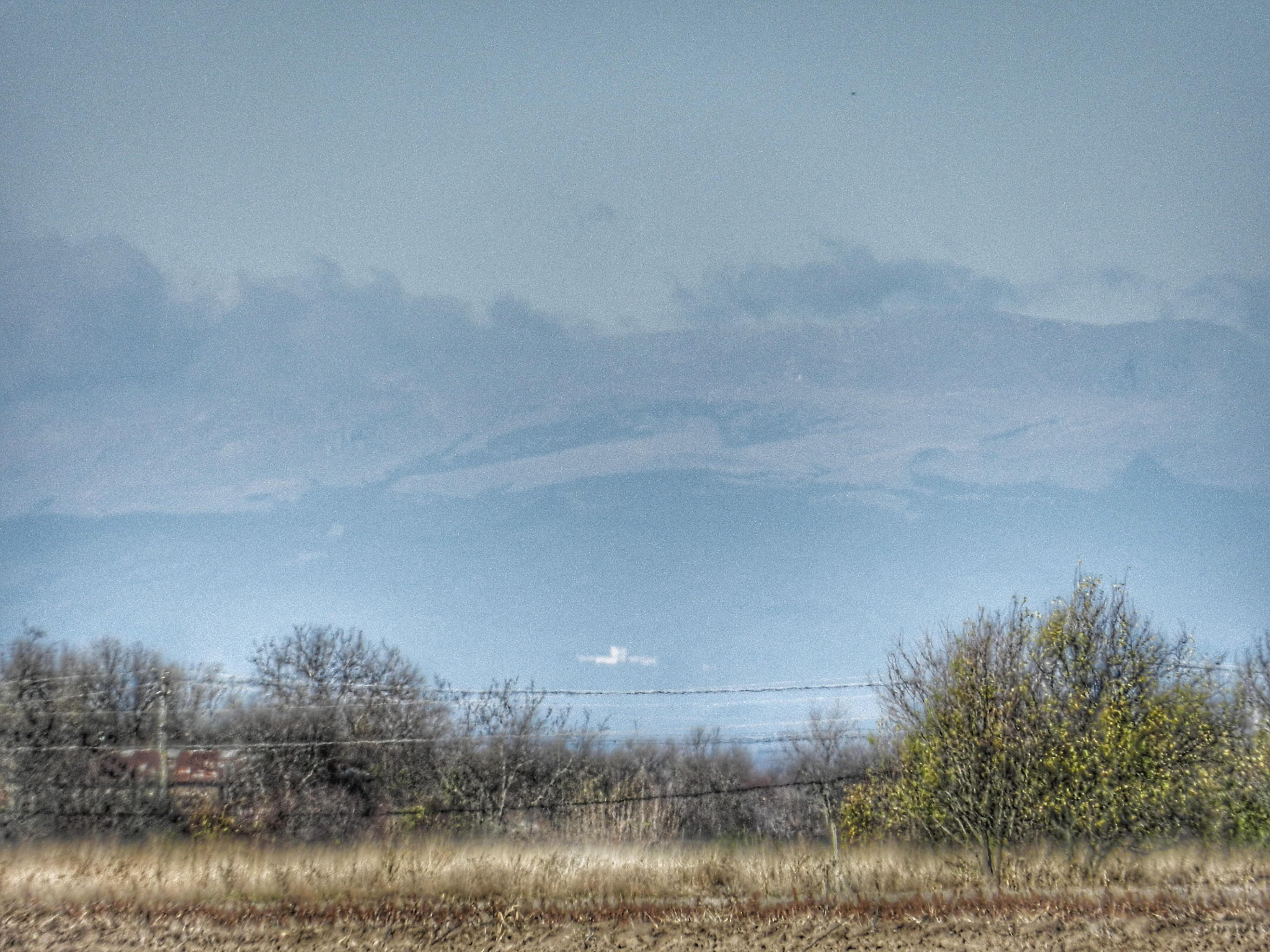
Sanatoriul TBC Moroeni vazut de la 76km indepartare

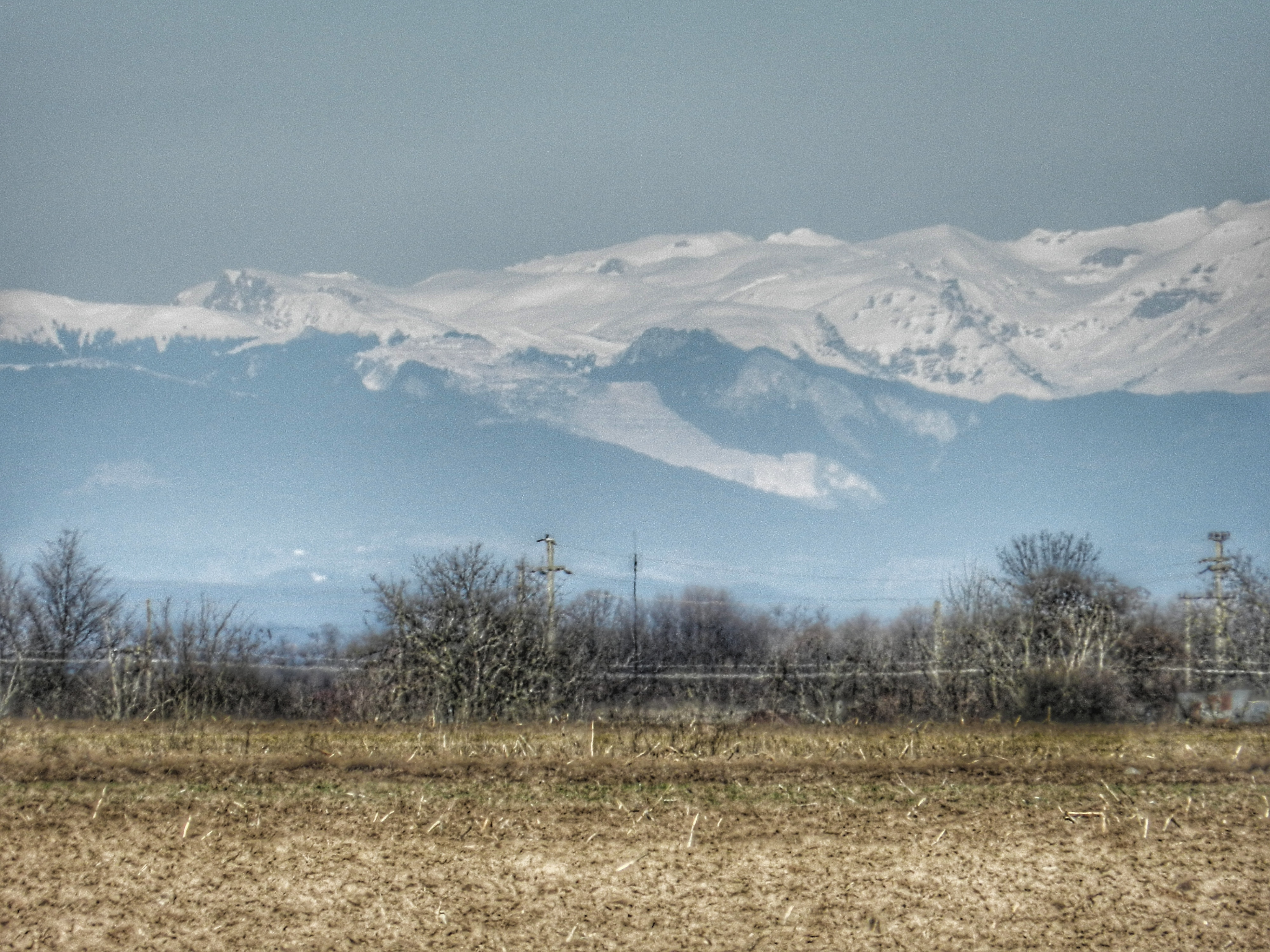
Cariera Lespezi vazuta de la 80km indepartare

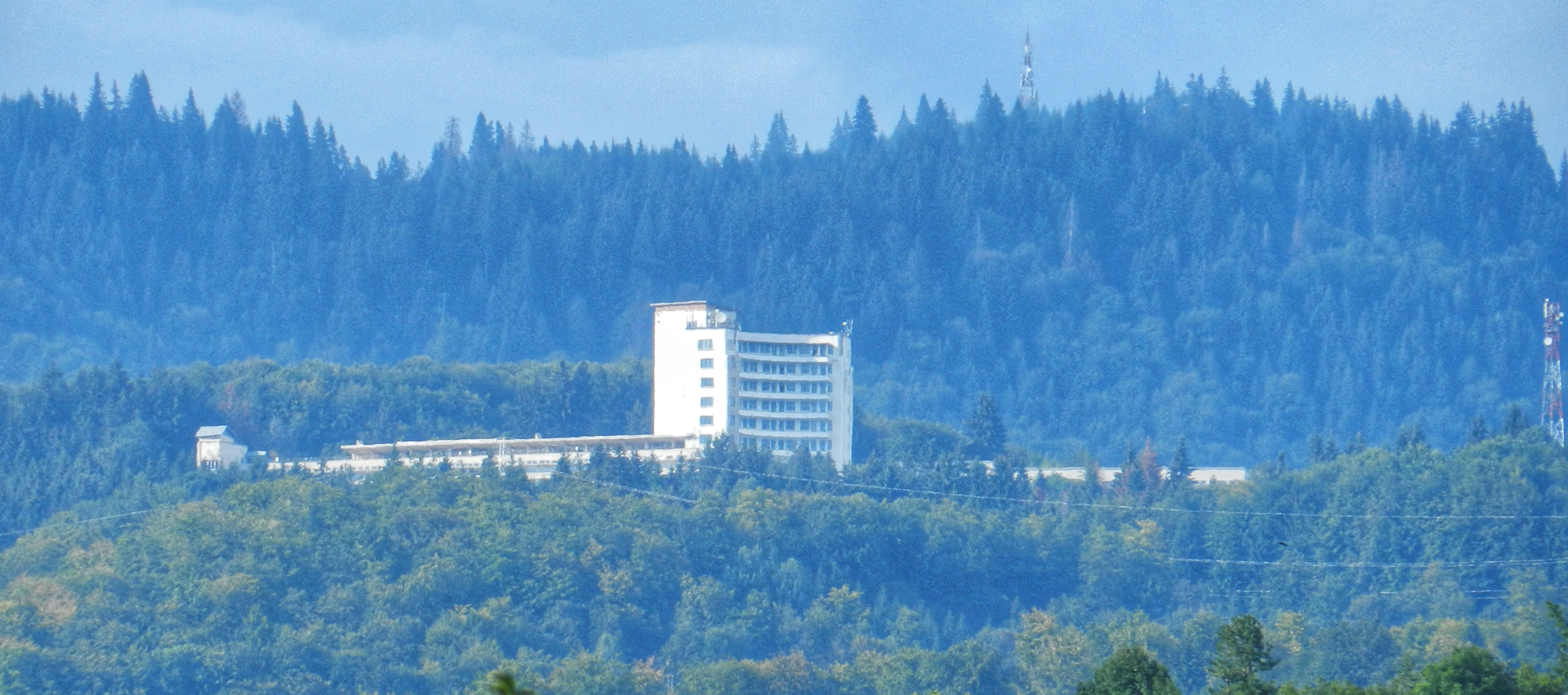
Sanatoriul TBC Moroeni 2022

Moroeni este o comună în județul Dâmbovița, Muntenia, România, formată din satele Dobrești, Glod, Lunca, Moroeni (reședința), Mușcel și Pucheni.

## Așezare
Comuna se află în extremitatea nordică a județului, cuprinzând zona montană înaltă, inclusiv o bună parte din Parcul Natural Bucegi din Munții Bucegi. Pe teritoriul comunei se află lacul Bolboci și izvoarele Ialomiței cu peștera Ialomiței (unde se află și un mic schit), iar la limita cu județul Prahova se află Vârful Omu, cel mai înalt punct al Bucegilor și al județului Dâmbovița, precum și Babele. Comuna este străbătută de șoseaua DN71 care leagă Sinaia de Târgoviște.

## Demografie
Componența etnică a comunei Moroeni
     Români (91,74%)
     Alte etnii (1,15%)
     Necunoscută (7,11%)
Componența confesională a comunei Moroeni
     Ortodocși (90,44%)
     Alte religii (1,85%)
     Necunoscută (7,71%)
Conform recensământului efectuat în 2021, populația comunei Moroeni se ridică la 5.034 de locuitori, în scădere față de recensământul anterior din 2011, când fuseseră înregistrați 5.227 de locuitori. Majoritatea locuitorilor sunt români (91,74%), iar pentru 7,11% nu se cunoaște apartenența etnică. Din punct de vedere confesional, majoritatea locuitorilor sunt ortodocși (90,44%), iar pentru 7,71% nu se cunoaște apartenența confesională.

## Politică și administrație
Comuna Moroeni este administrată de un primar și un consiliu local compus din 13 consilieri. Primarul, Mihai-Laurențiu Moraru[*], de la Partidul Social Democrat, este în funcție din 2012. Începând cu alegerile locale din 2024, consiliul local are următoarea componență pe partide politice:

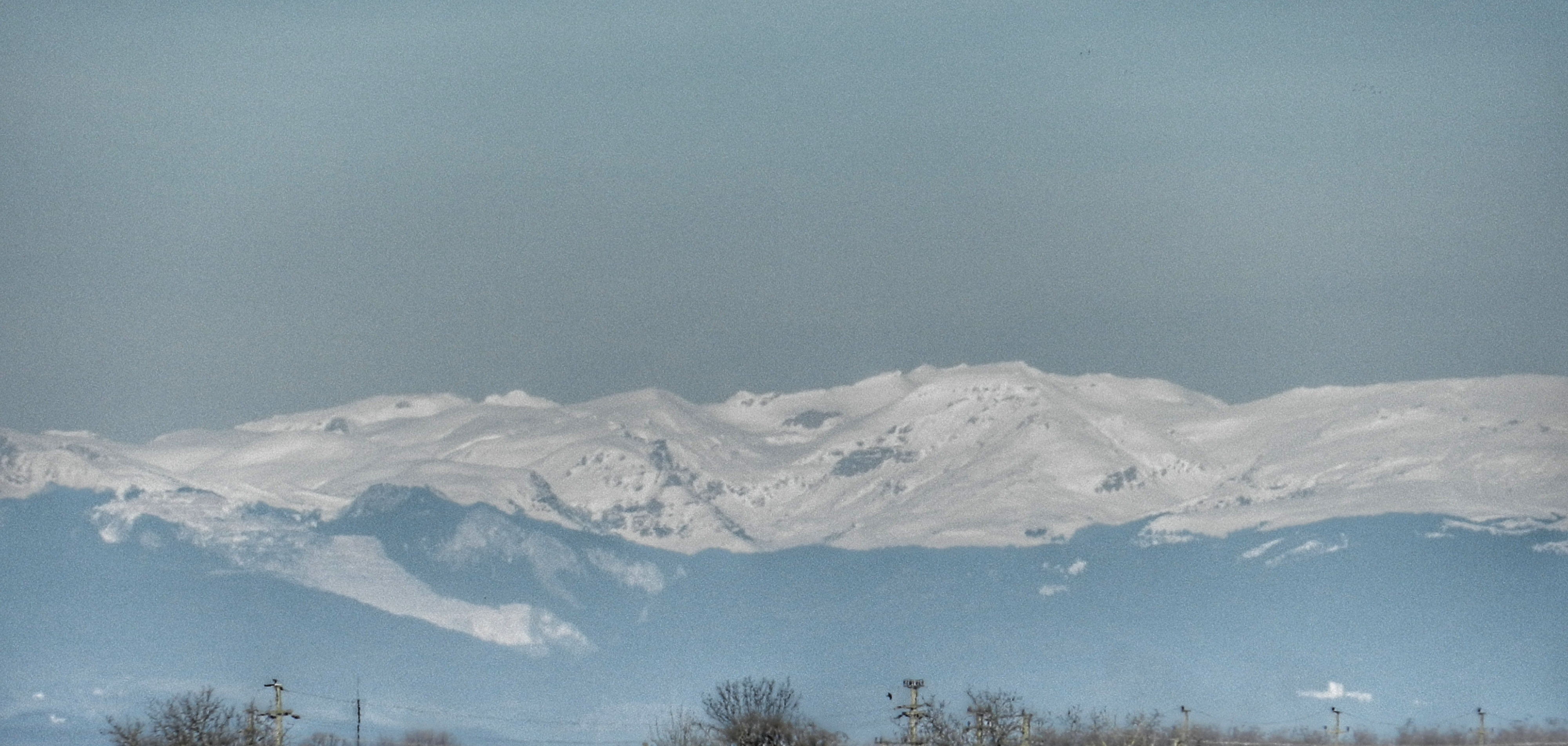
Muntii Bucegi,Cariera Lespezi,Sanatoriul TBC Moroeni

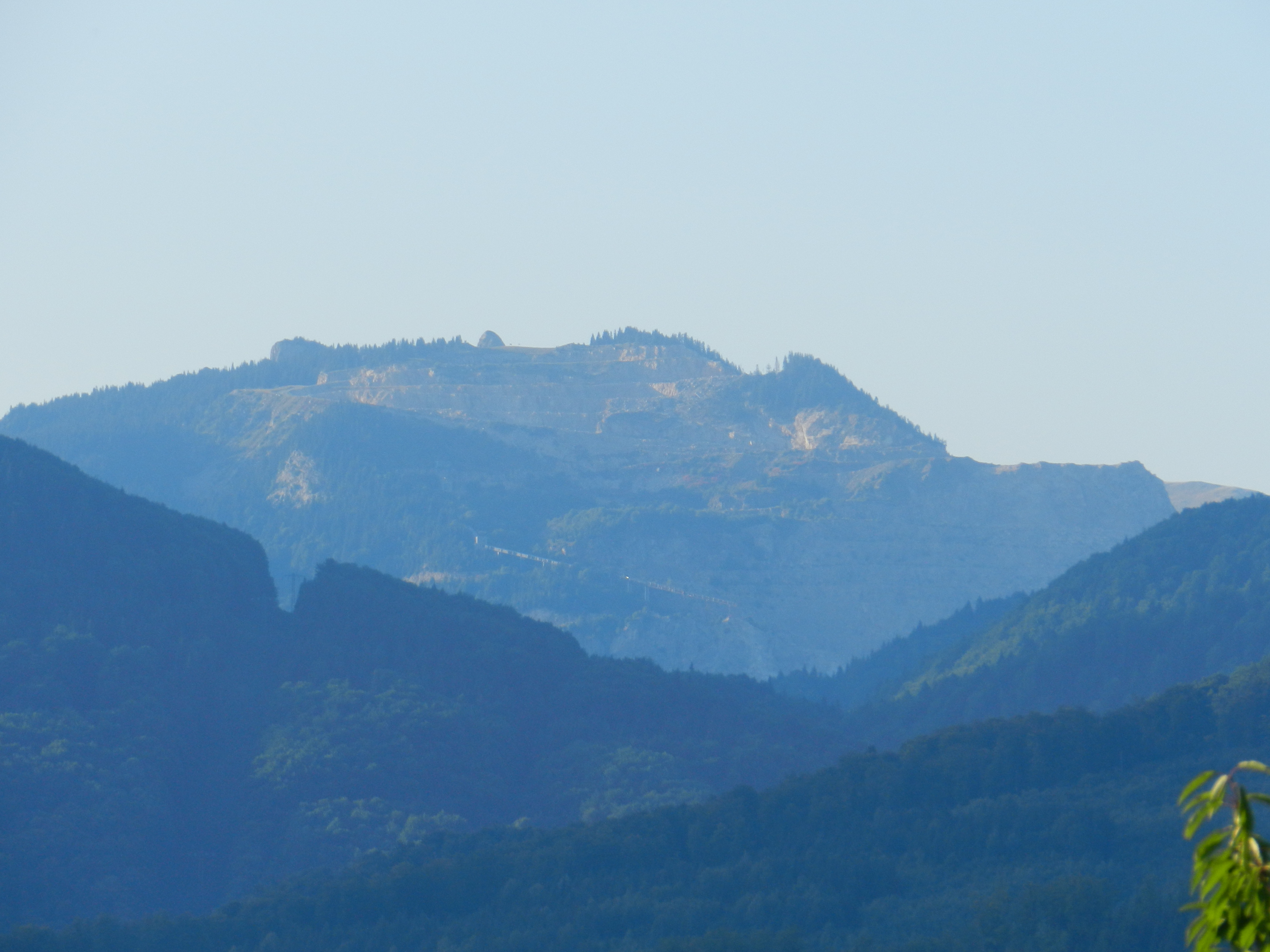
Cariera Lespezi 2021

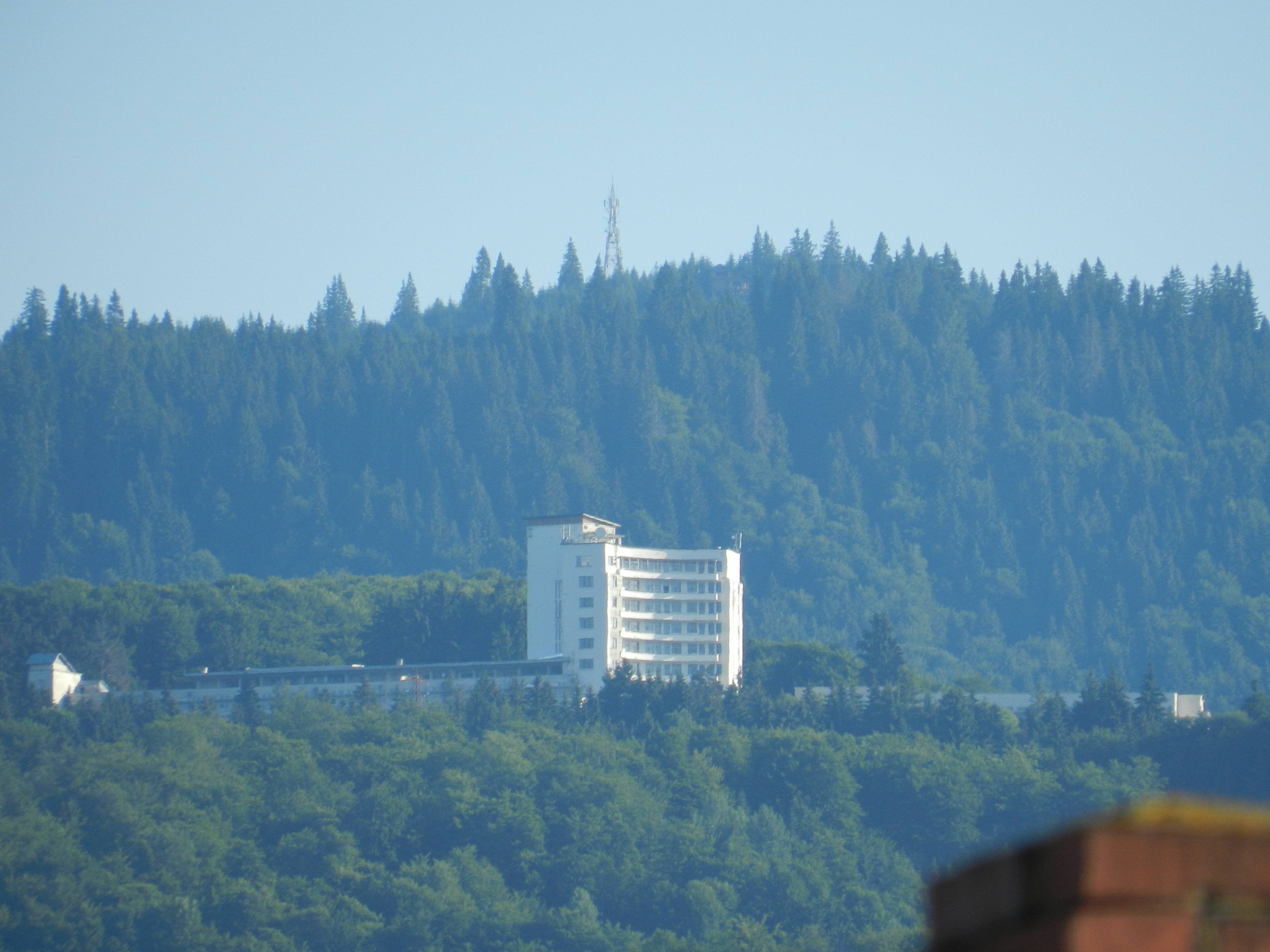
Sanatoriul TBC Moroeni

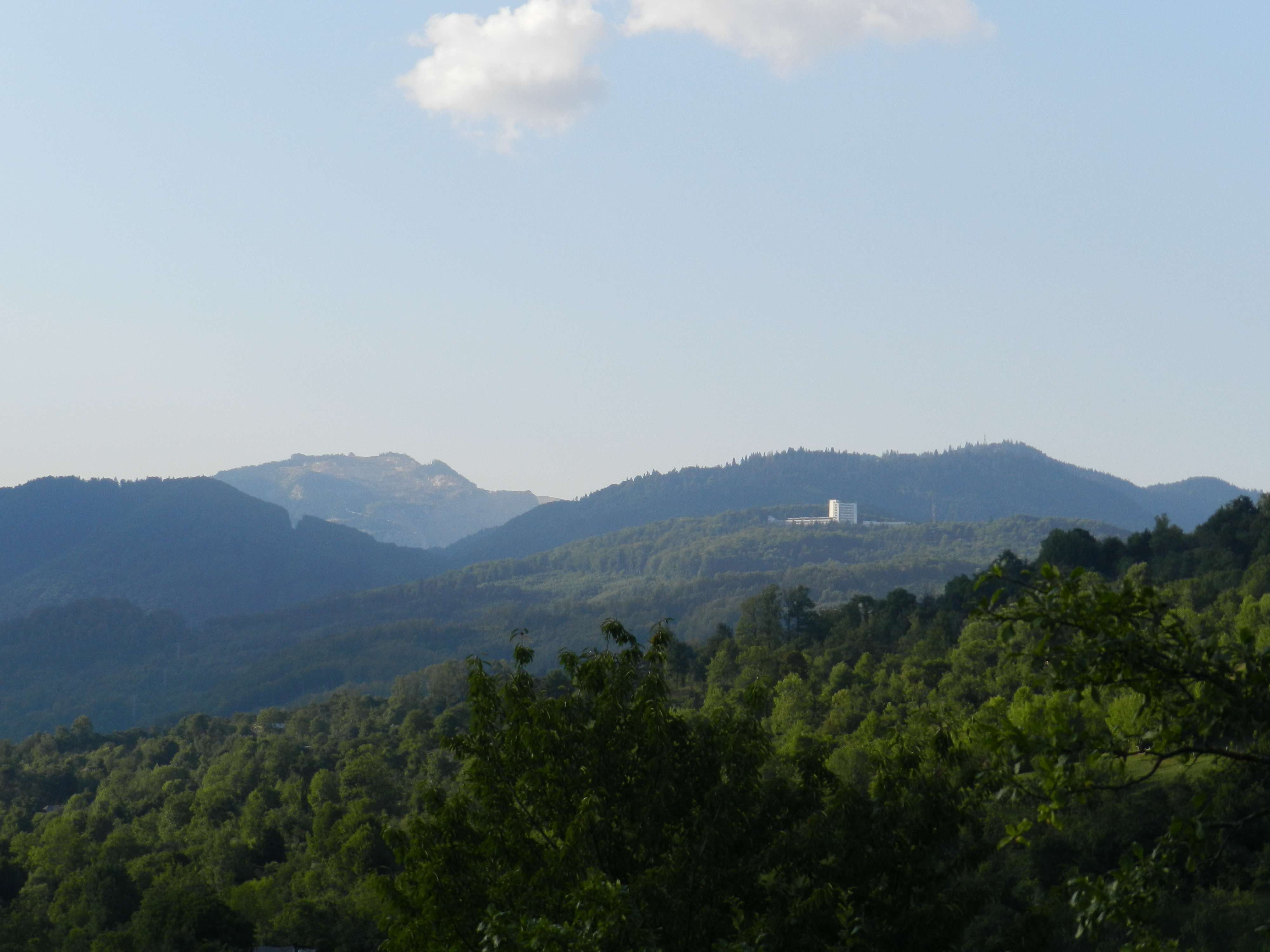
Moroeni 2021

|  | Partid                          | Consilieri | Componența Consiliului | Componența Consiliului | Componența Consiliului | Componența Consiliului | Componența Consiliului | Componența Consiliului | Componența Consiliului |
|  | ------------------------------- | ---------- | ---------------------- | ---------------------- | ---------------------- | ---------------------- | ---------------------- | ---------------------- | ---------------------- |
|  | Partidul Social Democrat        | 7          |                        |                        |                        |                        |                        |                        |                        |
|  | Partidul Național Liberal       | 4          |                        |                        |                        |                        |                        |                        |                        |
|  | Alianța pentru Unirea Românilor | 1          |                        |                        |                        |                        |                        |                        |                        |
|  | Partidul România în Acțiune     | 1          |                        |                        |                        |                        |                        |                        |                        |

## Istorie
La sfârșitul secolului al XIX-lea, comuna făcea parte din plaiul Ialomița-Dâmbovița al județului Dâmbovița și era formată din trei sate: Moroeni, Lunca și Muscelu, cu 1132 de locuitori. În comună funcționau o biserică, o școală, o moară, o dârstă, o pivă și cinci fierăstraie de tăiat scânduri.
În 1925, comuna avea în compunere aceleași trei sate și făcea parte din plasa Pucioasa a aceluiași județ, având 2177 de locuitori.
În 1950, a fost inclusă în raionul Pucioasa al regiunii Prahova și apoi (după 1952) în raionul Târgoviște al regiunii Ploiești. În 1968, a căpătat forma actuală și a fost inclusă din nou în județul Dâmbovița, reînființat.

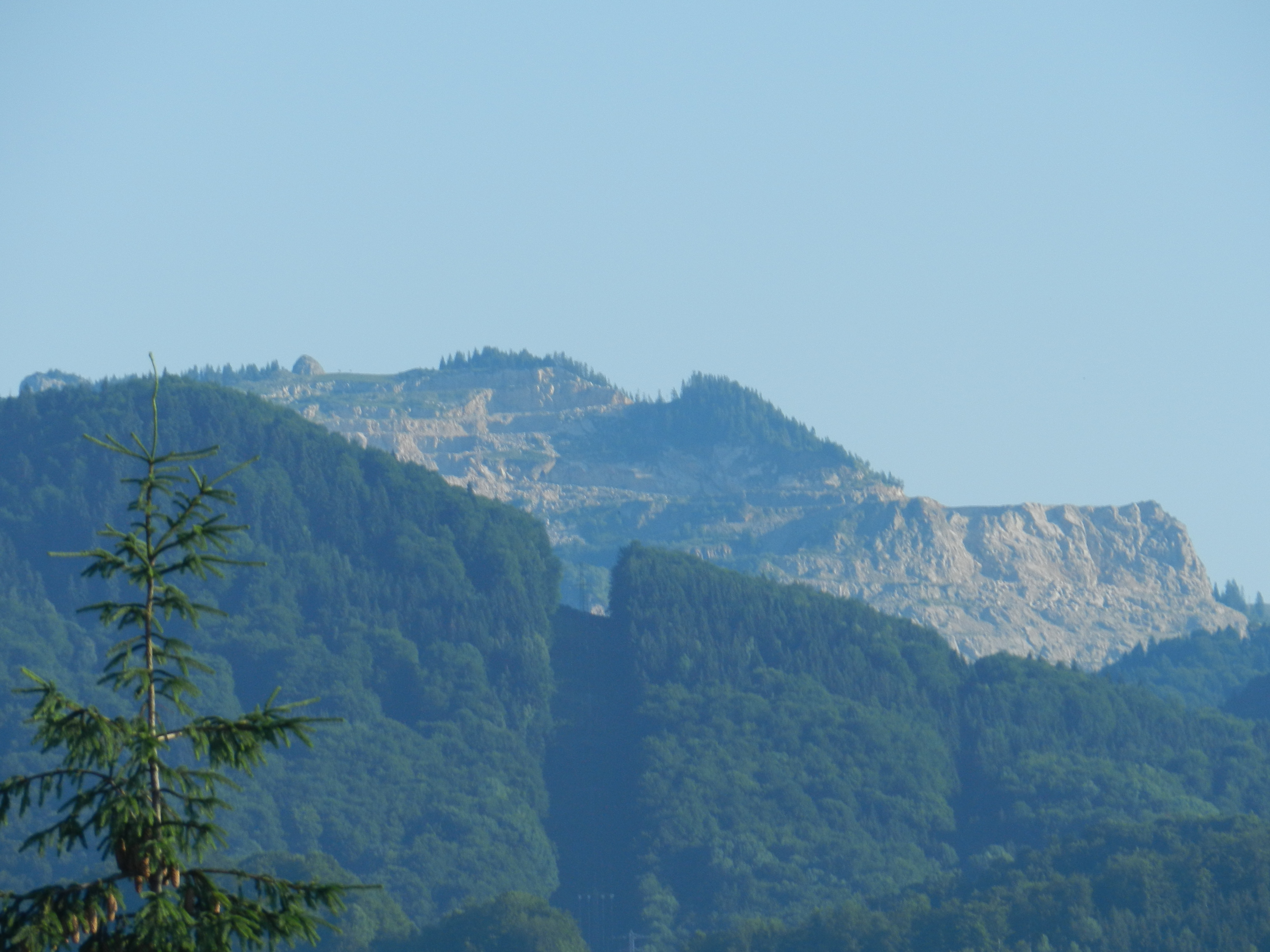
Cariera Lespezi

## Obiective turistice
- Sanatoriul TBC Moroeni si Muntii BucegiPietrositaCasa Memorială „Alexandru Ciorănescu”

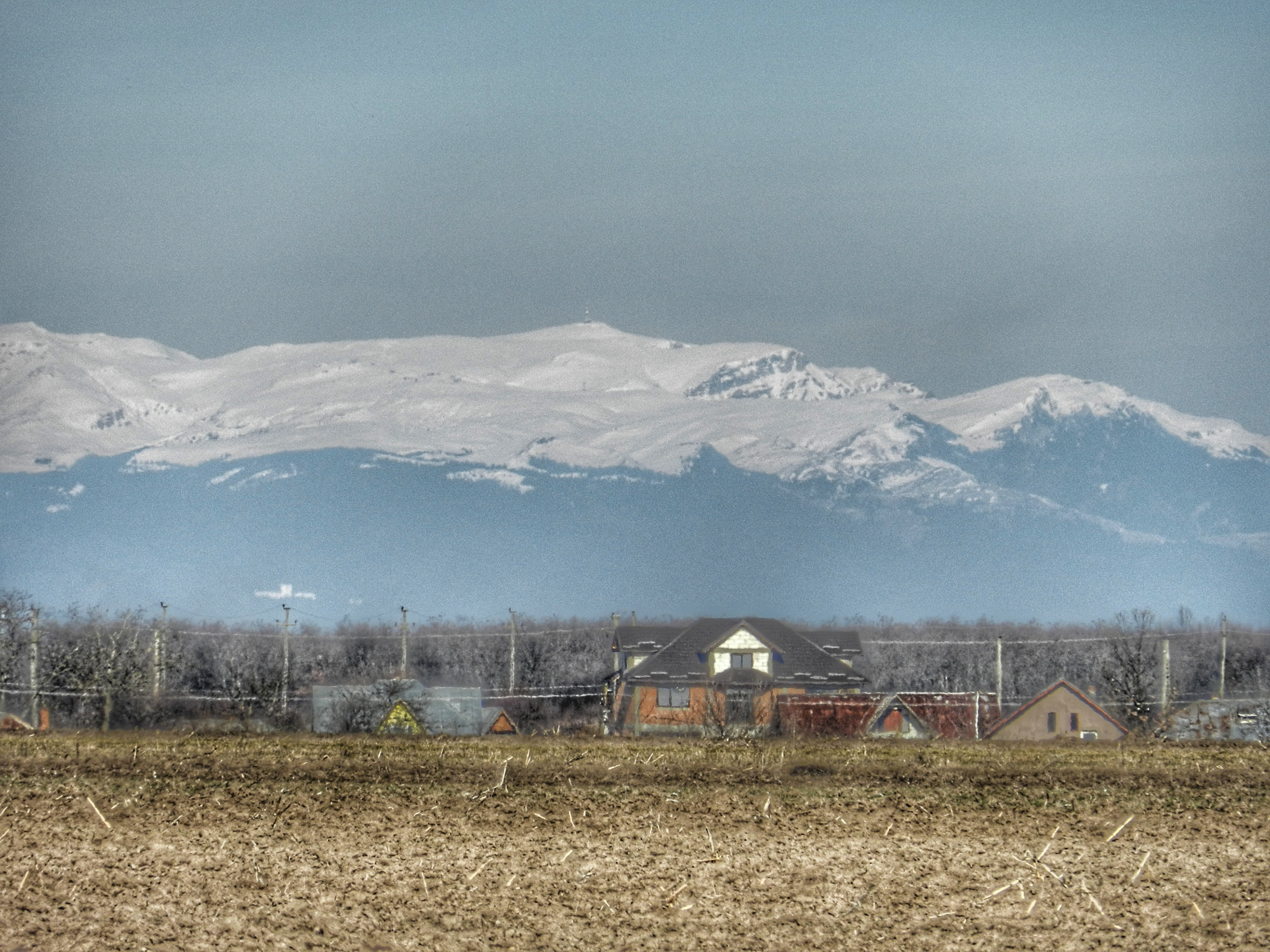
Sanatoriul TBC Moroeni si Muntii Bucegi

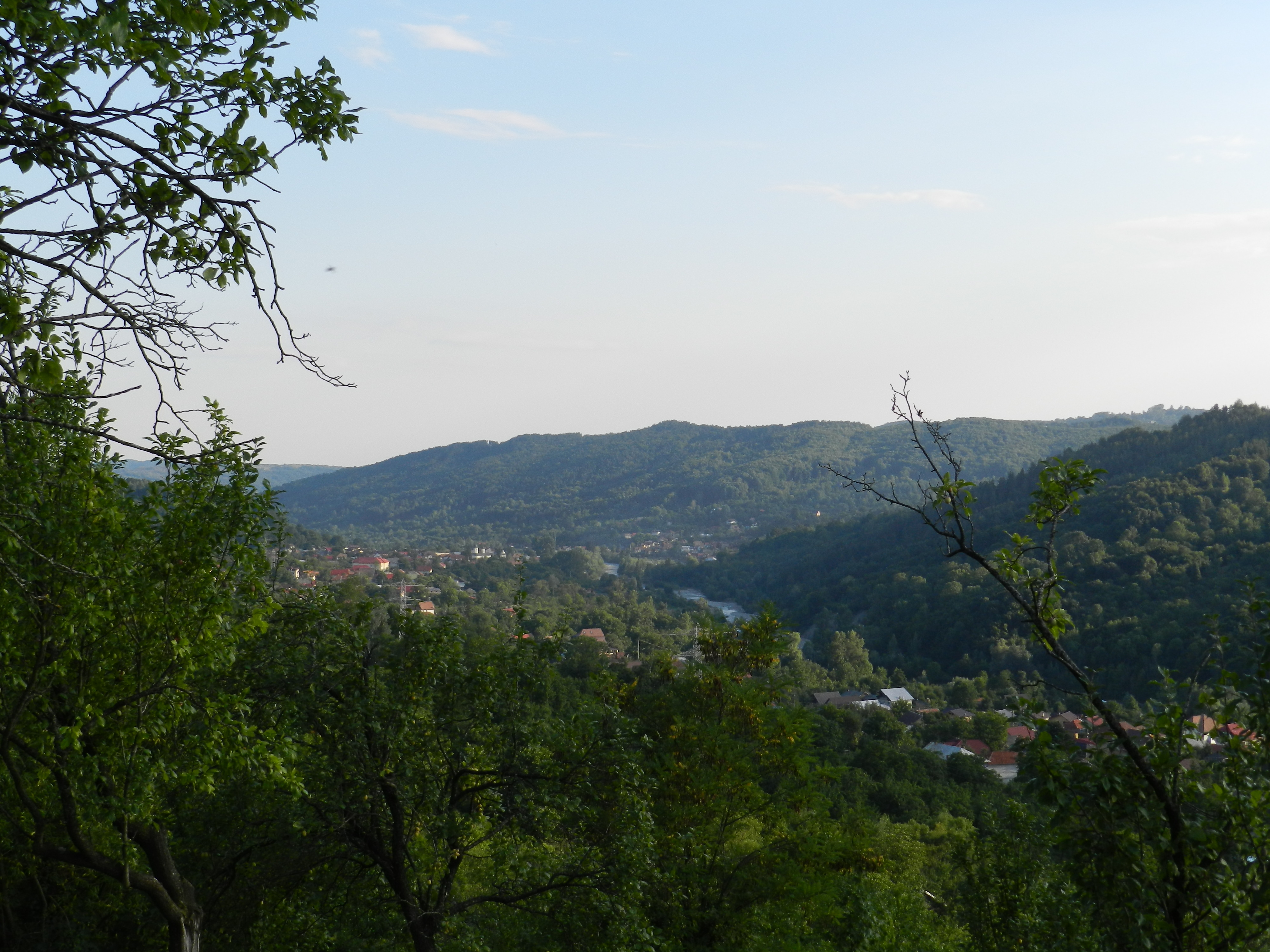
Pietrosita

- Munții Bucegi, Vârful Omu, Sfinxul, Babele, Peștera Ialomiței, lacul Bolboci și Padina.

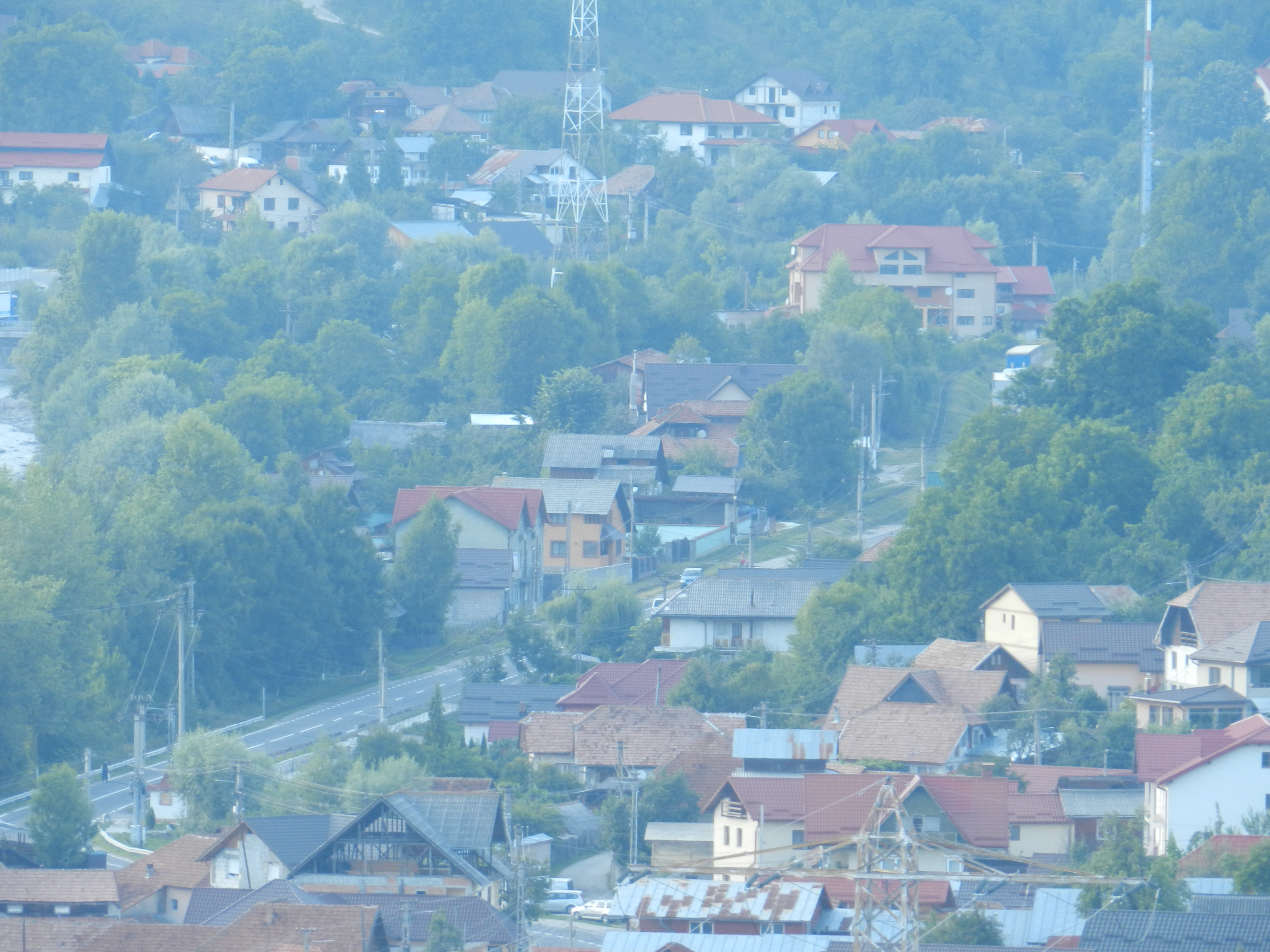
Pucheni

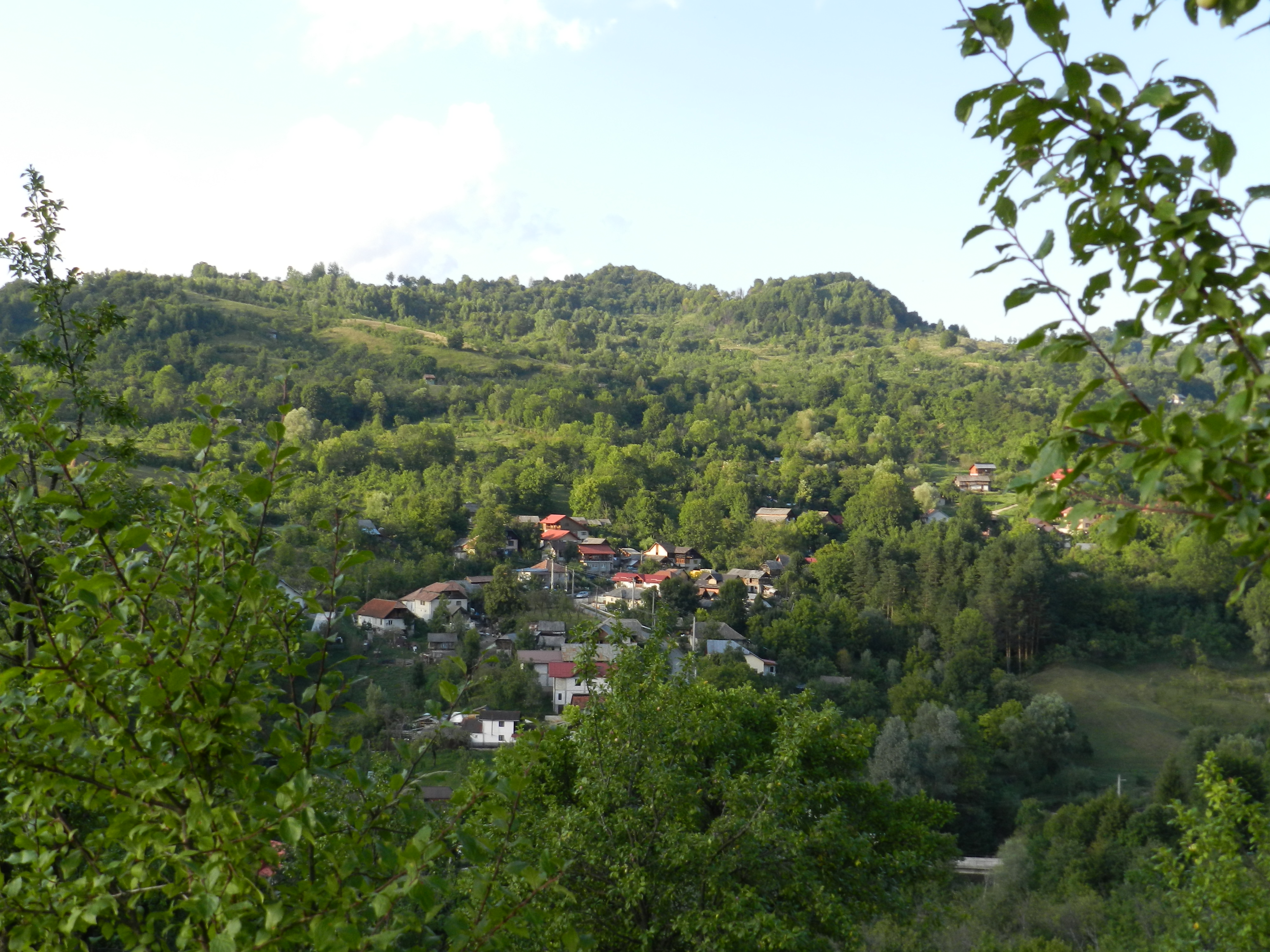
Badau

## Monumente de arhitectură
- Biserica din satul Moroieni. Hramul "Intrarea Maicii Domnului" și prooroc Ioan Botezătorul.

„S-a făcut din temelie... cu cheltuiala domnului Ion Baltag, Ion Popescu, preotul Gheorghe, Grigore Popescu și cu ajutorul sătenilor”. Zugrăveala „s-a făcut cu cheltuiala lui Vasile Baltag (1825)”. „S-au prefăcut în leatul 1866 și s-au zugrăvit de către Nae Costescu”.
- Schitul Peștera Obârșiei Ialomiței

„S-a făcut acest schit de popa Gheorghe, Ion Baltac, ieromonah Ghironte... la 1819”
- Schitul Cocora a fost întemeiat în 1901 și sfințit în 1911; s-a renovat în 1961.

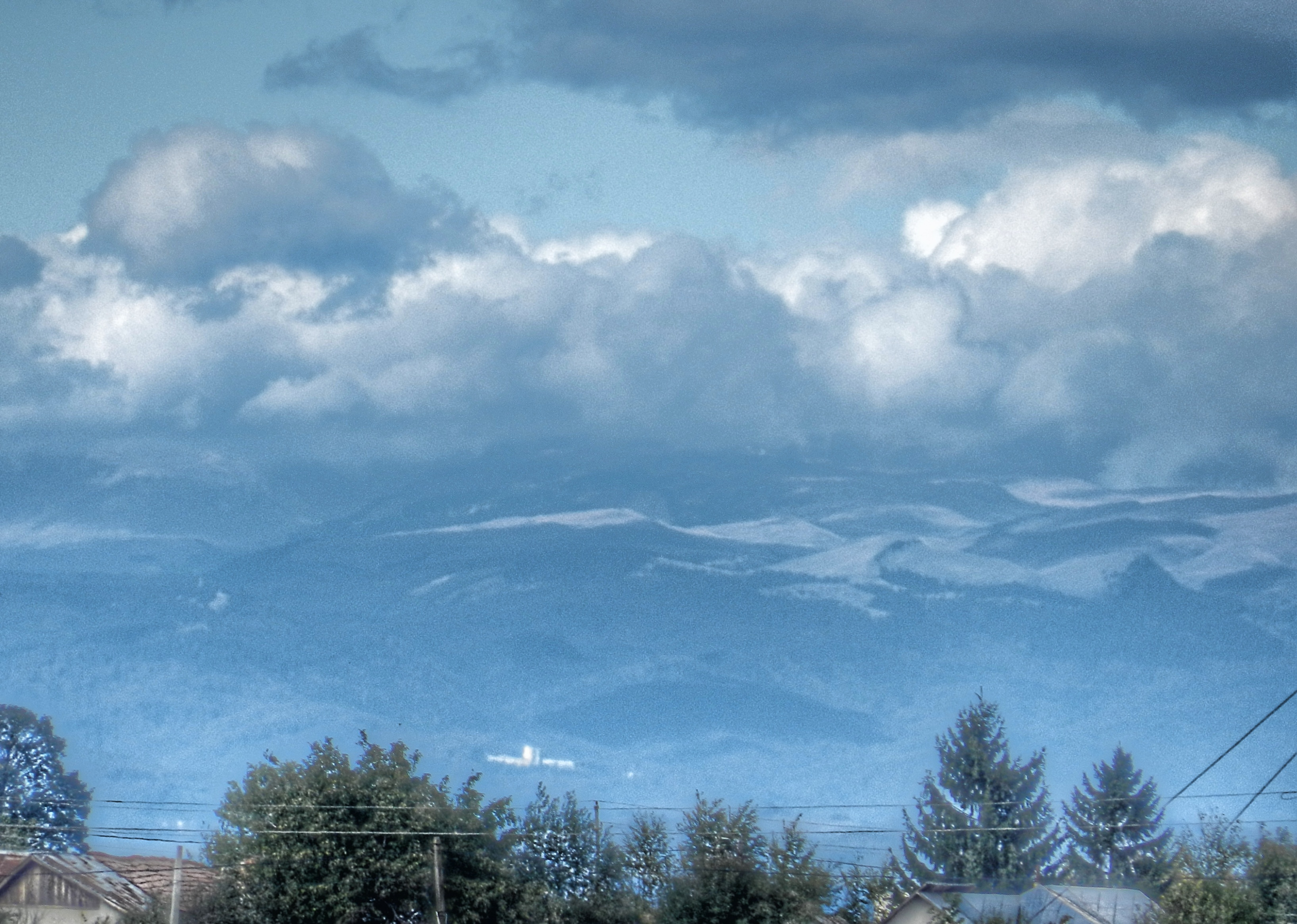
Sanatoriul TBC Moroeni vazut din sudul judetului Dambovita

## Vezi și

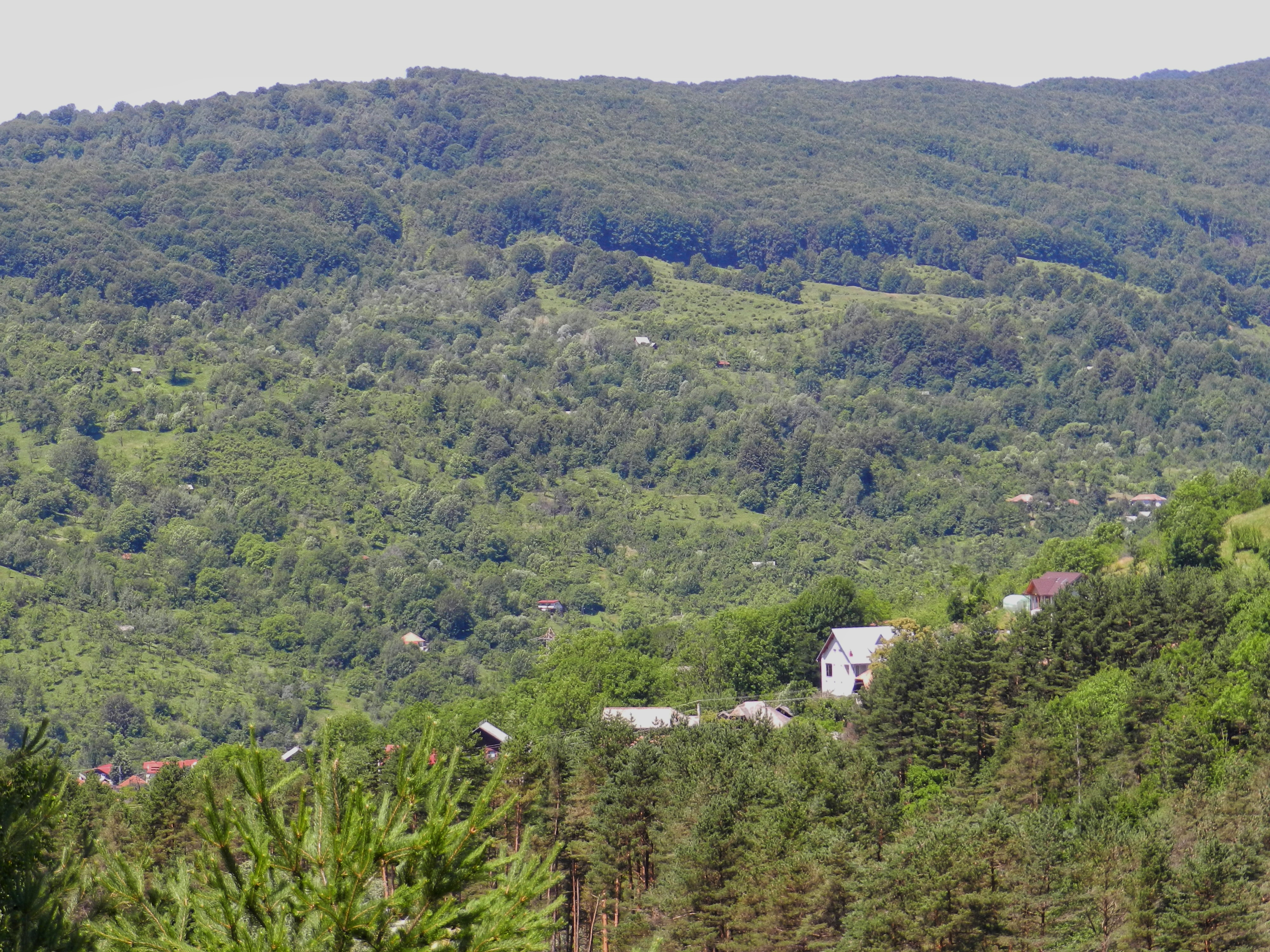
Moroeni vazut de pe islaz